# Mutale (gmina)
Mutale – gmina w Republice Południowej Afryki, w prowincji Limpopo, w dystrykcie Vhembe. Siedzibą administracyjną gminy jest Mutale.